# Evald Ribe (arkiater)
Evald Ribe, född 25 juli 1701 i Stockholm, död där 8 oktober 1752, var en svensk kirurg.

## Biografi
Evald Ribe var son till Evald Ribe (1667-1753) och Augusta Elisabet Grill född i släkten Grill, samt bror till Carl Fredrik Ribe. Under faderns ledning förvärvade Ribe redan i ungdomen den kirurgiska färdighet, att han kort efter sin ankomst till Uppsala 1721 verkställde en lyckad starroperation. Med ett understöd ur kungens egen handkassa företog han året därefter en utrikes resa, uppehöll sig två år i Leiden. Om hösten 1724 fortsatte han sin resa till Paris och vidare till Reims, där han 1725 erhöll medicine doktorsdiplomet.
Genast efter sin hemkomst 1726 utnämnd till kungens hovmedikus, blev han fem år därefter livmedikus samt 1740 kunglig arkiater och ordförande i Collegium medicum. Han blev ledamot av Vetenskapsakademien 1739. År 1746 upphöjdes han i adligt stånd, på vilken värdighet likväl först hans barn gjorde anspråk genom att ta introduktion på Riddarhuset, då de förändrade sitt ofrälse namn till Ribben; en släkting adlades med namnet Riben. 
Ribe var i första äktenskapet gift med grosshandlardottern Johanna Höwet, och fick två barn i det äktenskapet. Han gifte om sig med Johanna Elisabeth Silfverhjelm, men fick inga barn med henne.